# Ali Amran
 (septembre 2019).
 (septembre 2019).
Si vous disposez d'ouvrages ou d'articles de référence ou si vous connaissez des sites web de qualité traitant du thème abordé ici, merci de compléter l'article en donnant les références utiles à sa vérifiabilité et en les liant à la section « Notes et références ».
Pour les articles homonymes, voir Amran (homonymie).
Ali Koulougli, alias Ali Amran (en kabyle : Ɛli Ɛemṛan, ⵄⵍⵉ ⵄⴻⵎⵔⴰⵏ ), est un auteur-compositeur-interprète algérien d'expression kabyle, né le 20 mai 1969 à Iguariden, Maâtkas (Kabylie)

## Biographie

### Jeunesse et formation

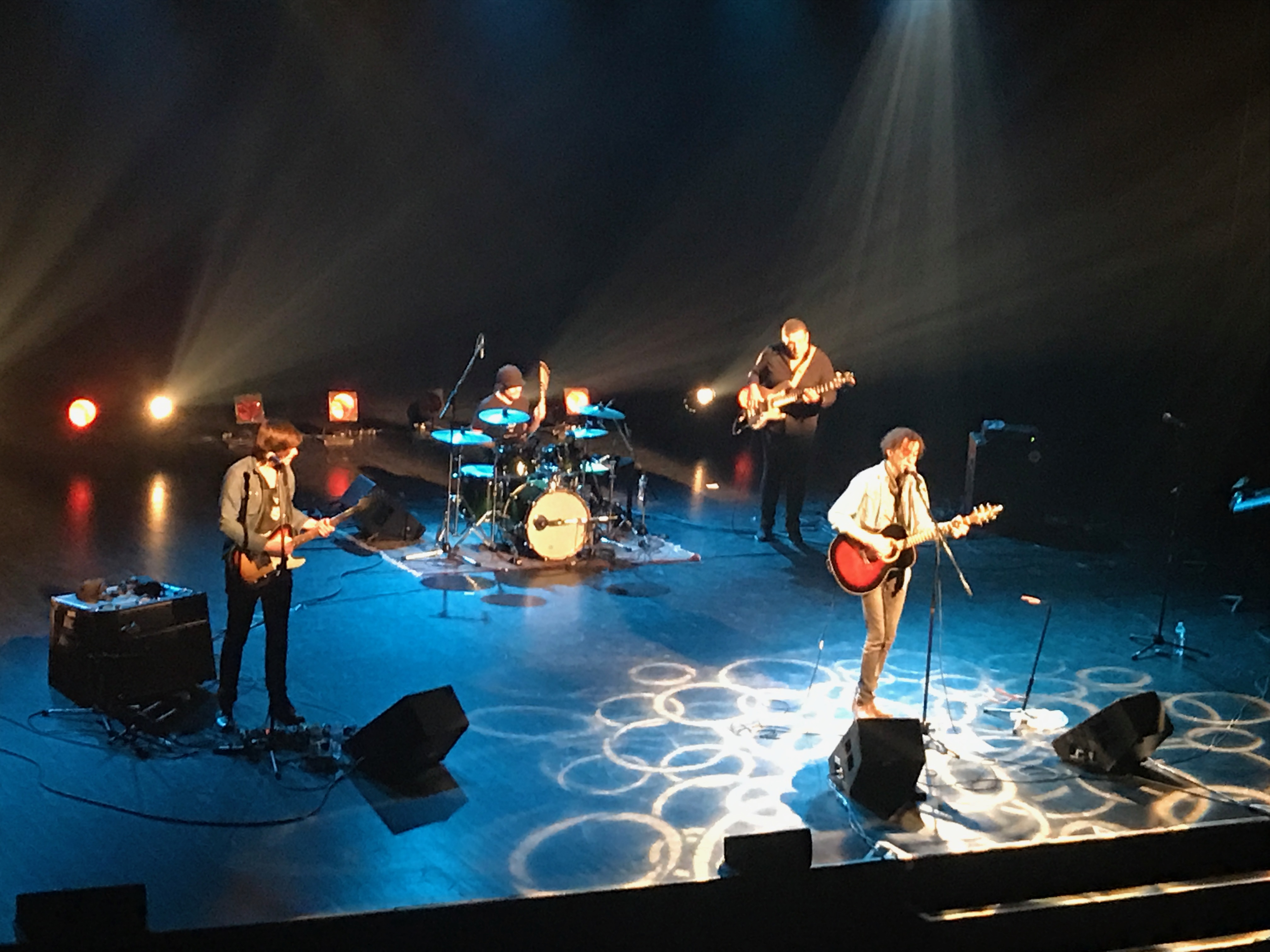
Ali Amran à Montréal.

Arman est né à Iguariden, un petit village de Kabylie, situé à la frontière entre l'arche de Ibetṛunen et la commune de Maâtkas, au nord de l'Algérie. Amran est le prénom de son arrière-grand-père.

### Carrière
Ali Amran a conquis un large public[réf. nécessaire], et gagné la reconnaissance de ses pairs[réf. nécessaire], à l’instar d’Idir, Abranis, ou encore Takfarinas, qui décrivent sa démarche artistique, comme un souffle nouveau, dans l’histoire de la chanson kabyle.[réf. nécessaire]
Ali se fait connaître en tant qu´auteur compositeur : ses premières compositions, inspirées de la tradition orale qui berce son enfance, sont interprétées par plusieurs artistes populaires, notamment Lani Rabah. Puis la période universitaire, celle des premières scènes, révèle peu à peu un artiste complet : accompagnant la troupe de théâtre et de chant Meghres, comme musicien, ses premières apparitions marquent la scène locale. Il compose de plus belle, intégrant de nouvelles influences ; il participe à différentes formations, se produit en concert... En 1994, un premier enregistrement studio vient couronner cette phase initiatique, et le titre Adu (Le Vent) se voit classé dans le top local rock sur la chaîne francophone de la Radio nationale algérienne[réf. nécessaire].
En 1998, il enregistre un album en solo, Amsebrid (Le Routard). Durant sa tournée, il sillonne la Kabylie : à la Maison de la Culture de Tizi-Ouzou, au Théâtre Régional de Béjaïa et dans les festivals traversés, sa maturité artistique est reconnue et maintes fois récompensée, d’un premier prix entre autres, décerné par le Festival National de la Chanson Amazighe.
En 2000, il quitte sa montagne pour un nouveau voyage en Europe, cette fois sans billet retour : il s´installe à Paris.
Seul, ou accompagné de sa formation – basse, batterie, percussions –, il joue d’abord dans des cafés-concerts, participe à divers événements culturels, se produit dans plusieurs salles municipales ... Un an après sa représentation au Divan du Monde en 2003, il est programmé dans le cadre du concert du Printemps berbère au Zénith de Paris, aux côtés de Ferhat, d’Akli D ou encore Gnawa Diffusion. Dans la foulée, sa chanson Xali Sliman (Tonton Slimane) connaît un franc succès, porté par la diffusion de son clip vidéo à la télévision[réf. nécessaire]. Avant même la sortie officielle de l´album du même titre en 2005, la chanson occupe la première place au hit parade de la fréquence kabyle en Algérie pendant pas moins de cinq semaines[réf. nécessaire]. S’enchaînent alors les représentations sur les scènes françaises et algériennes, ainsi que les apparitions médiatiques : quelques jours après la clôture du festival Tizi Rock, il est l’invité principal de l'émission radiophonique Thibugharin G’id-live pour un direct de l’auditorium de la Radio nationale à Alger.
En 2007, Idir lui confie la première partie de son spectacle au Zénith de Paris.
En 2008-2009, Ali Amran se consacre à la préparation de son troisième album même s´il participe à quelques concerts dont deux Zéniths à Paris. Il tient, en effet, à réunir tous les moyens nécessaires à la réussite de son enregistrement pour donner une nouvelle dimension à sa carrière. Ainsi il s’entoure de collaborateurs reconnus sur la scène artistique internationale, tels que Chris Birkett et Jean Philippe Rykiel. Il invite aussi Idir, le père de la World musique nord-africaine pour une chanson en duo.
En 2018, il sort son cinquième album intitulé "Tidyanin". L'album est réalisé par le producteur Bob Coke.
Il annonce un nouveau projet en hommage à Cheikh El Hasnaoui. Ce nouvel album sort le 10 novembre 2023 et s'intitule "Ccix Lhesnawi S Temyafit" (Cheih El Hasnaoui en harmonie). Dans cet opus, Ali Amran reprend 12 titres de Cheikh El Hasnaoui, en y apportant une modernité avec des sonorités folk-rock-pop. Pour la promotion de cet album, il se produit deux jours de suite au Cabaret Sauvage, les 18 et 19 novembre 2023.

## Style musical
S´il puise sa source en Kabylie, Ali Amran distille un mélange d'influences locales et occidentales. Au chant et à la guitare acoustique, son style est dépouillé, sans fioriture; ses compositions, quant à elles, empruntent leur rythmique à l’univers folk rock, avec des accents tantôt blues tantôt pop.
Ses études d’anglais, de littérature et civilisation berbère à Tizi-Ouzou reflètent sa double préoccupation : penché sur ses racines, ouvert à l’autre. De même, le goût du voyage s’impose très vite à lui : de Tanger à Helsinki, Barcelone, Amsterdam et autres cités-muses, il nourrit sa quête esthétique, posant l’artiste engagé en citoyen du monde. 